# 氯磷酸
氯磷酸是一种无机化合物，化学式为H2PO3Cl。它可以在磷酸和三氯氧磷的反应中生成，或从三氯氧磷的水解中产生。它在水中可以进一步水解。